# کمین (فیلم ۱۳۷۵)
کمین فیلمی به کارگردانی حمید خیرالدین و نویسندگی مهدی شجاعی ساختهٔ سال ۱۳۷۵ است.

## خلاصه داستان
یک مربی کانون پرورش فکری کودکان و نوجوانان در راه رفتن به یکی از روستاهای غرب کشور توسط اشرار به اسارت گرفته می‌شود. همزمان با اقدام نیروهای انتظامی، بچه‌های مدرسه نیز برای نجات مربی خود دست به کار می‌شوند…

## بازیگران
- محمد کاسبی
- محمدرضا ایرانمنش
- غلامرضا علی اکبری
- حبیب اله حداد
- امیر اسماعیلی
- افشین علی‌زاده
- بابک آفاقی
- مهدی قنبری
- سعید ستاری
- عبداله جوهری
- سعید قائمی
- صادق توکلی
- سیدجلال طباطبایی
- علیرضا معتمدی
- احمد نادری
- منصور سهراب‌پور